# Vaporizare
Vaporizarea este un fenomen de transformare de fază prin care o substanță trece din faza lichidă în faza gazoasă. Vaporizarea se poate produce în două moduri: evaporare sau fierbere.
- Evaporarea este un fenomen de vaporizare la suprafață, care se produce la temperaturi sub temperatura de saturație.
- Fierberea este un fenomen de vaporizare în masă, care se produce când toată masa lichidului ajunge la temperatura de saturație.

Temperatura de saturație este acea temperatură la care presiunea vaporilor este egală cu presiunea la care este supus lichidul.
În vorbirea curentă, uneori termenul de vaporizare (vaporizator) este folosit în sens de pulverizare. Confuzia este favorizată de faptul că prin pulverizare se mărește mult suprafața lichidului, reducându-se astfel timpul necesar evaporării lui. În timpul vaporizării temperatura rămâne constantă.

## Vezi si
Presiune de vapori